# Saint-Barthélemy-de-Vals
Saint-Barthélemy-de-Vals este o comună în departamentul Drôme din sud-estul Franței. În 2009 avea o populație de 1.881 de locuitori.

## Evoluția populației
| An        | 1975  | 1982  | 1990  | 1999  | 2006  | 2009  |
| --------- | ----- | ----- | ----- | ----- | ----- | ----- |
| Populație | 1.164 | 1.365 | 1.637 | 1.625 | 1.748 | 1.881 |